# پارک ملی لادوژسکیه شخری
پارک ملی لادوژسکیه شخری (انگلیسی: Ladoga Skerries National Park) یک پارک ملی حفاظت‌شده در جمهوری کارلیای کشور روسیه است.